# Алекс Чок
Алекс Чок (англ. Alexander John Gervase Chalk; нар. 8 серпня 1976, Челтнем, Глостершир, Велика Британія) — британський політик, державний секретар з питань юстиції та лорд-канцлер з квітня 2023 року. Член Британського парламенту з 2015 року.

## Життєпис
Народився 8 серпня 1976 року в Челтнемі, Глостершир. Здобув освіту в школі Windlesham House School. Вивчав сучасну історію в коледжі Магдаліни при Оксфордському університеті.
Отримав диплом з відзнакою в галузі права Міського університету Лондона і кваліфікацію адвоката в юридичній школі.
Тривалий час працював в органах внутрішніх справ на посадах прокурора і адвоката. Притягнув до відповідальності трьох членів так званого «мусульманського патруля», яких було ув'язнено за напад, бійку і порушення громадського порядку. Чок також притягнув до відповідальності групу радикальних мусульман-сунітів, які були ув'язнені за напад на групу мусульман-шиїтів. Чок вів серйозні справи про шахрайство, зокрема справу проти Едварда Девенпорта.
Він також консультував і захищав корпоративних клієнтів, а також притягав до відповідальності Королівські податкове і митне управління та Департамент бізнесу, інновацій та професійних навичок. Представляв журналістів під час скандалу зі зломом телефонів. Чок консультував адвоката з прав людини Насрін Сотуде, іранську в'язня сумління.

### Політична кар'єра
Вперше був обраний членом консервативної ради округу Шепердс в травні 2006 року. Перебуваючи в раді очолював комітет планування протягом чотирьох років. Був обраний членом парламенту від Челтнема на виборах 2015 року, наравши більш як 10 % голосів. Його перемога стала першою для кандидата від Консервативної партії за 23 роки.
З червня 2015 року по січень 2019 року був членом Комітету з питань правосуддя, який ретельно вивчає рішення уряду, що стосуються системи правосуддя.
У 2018 році Чак був призначений особистим секретарем парламенту у Міністерстві освіти. Пізніше у 2018 році він був призначений приватним секретарем Державного секретаря з питань охорони здоров'я та соціальної допомоги, а в травні 2019 року став приватним секретарем нового Державного секретаря з питань оборони Пенні Мордонт.
У лютому 2020 року Чака було призначено на посаду парламентського заступника державного секретаря Міністерства юстиції. Під час пандемії коронавірусу Чак відповідав за пом'якшення впливу COVID-19 на систему правосуддя — працював над безпечним перезапуском судової системи, надаючи постійну підтримку ритуальному, юридичному та благодійному секторам.
У березні 2021 року призначений тимчасовим міністром з питань в'язниць та пробації, тоді як його попередницю, депутатку Люсі Фрейзер, королівського адвоката, було перепризначено на посаду генерального прокурора.
16 вересня 2021 року Чака було призначено Генеральним юрисконсультом Її Величності для Англії та Уельсу. Після призначення він став Королівським радником і був офіційно приведений до присяги 23 вересня 2021 року. З жовтня 2022 по квітень 2023 року Чак обіймав посаду державного міністра у Міністерстві оборони.
21 квітня 2023 року Чака призначено наступником Домініка Рааба на посаді державного секретаря з питань юстиції та лорд-канцлера. Король Чарльз III призначив його на ці посади на засіданні Таємної ради 26 квітня 2023 року, на якому він також склав присягу ради.